# Street Songs of Love
Street Songs of Love je desáté sólové studiové album amerického hudebníka Alejandra Escoveda. Vydáno bylo 29. června 2010 společností Fantasy Records. Jeho producentem byl stejně jako v případě předchozí desky Real Animal (2008) Tony Visconti, který následně produkoval i další Escovedovo album Big Station (2012). Nahrávky mixoval Bob Clearmountain. Na několika písních se autorsky podílel Chuck Prophet. Hostujícími zpěváky na albu byli Ian Hunter a Bruce Springsteen.

## Seznam skladeb
1. Anchor – 3:30
2. Silver Cloud – 3:03
3. This Bed Is Getting Crowded – 3:16
4. Street Songs – 2:46
5. Down in the Bowery – 4:17
6. Tender Heart – 2:26
7. After the Meteor Showers – 4:38
8. Tula – 3:48
9. Undesired – 4:26
10. Fall Apart with You – 4:19
11. Shelling Rain – 3:20
12. Faith – 3:23
13. Fort Worth Blue – 2:51

## Obsazení
- Alejandro Escovedo – zpěv, kytara
- Tony Visconti – kytara, doprovodné vokály
- David Pulkingham – kytara, klávesy, doprovodné vokály
- Bobby Daniel – baskytara, doprovodné vokály
- Hector Muñoz – bicí, doprovodné vokály
- Karla Manzur – doprovodné vokály
- Nakia Reynoso – doprovodné vokály
- Ian Hunter – zpěv v „Down in the Bowery“
- Bruce Springsteen – zpěv v „Faith“